# Фомичёва, Людмила Дмитриевна
Фомичёва Людми́ла Дми́триевна (род. 16 января 1948, Ростов-на-Дону) — президент ЗАО «Интерфакс – Северо-Запад» (с 2003), председатель Союза журналистов Санкт-Петербурга и Ленинградской области (2011—2021).

## Биография
Окончила филологический факультет (отделение журналистики) Ростовского-на-Дону государственного университета (1971).
Начинала работу корреспондентом газеты «Новый путь» (Бокситогорск, Ленинградская область), работала главным редактором газеты «Балтийский луч» (Ломоносов), выпускающим редактором и обозревателем санкт-петербургского регионального центра ИТАР-ТАСС.
С февраля 1994 года до лета 1996 года была пресс-секретарём мэра Петербурга Анатолия Собчака.
С 1996 года снова работала в ИТАР-ТАСС.
В апреле 1999 года стала пресс-секретарем генерального директора пивоваренной компании «Балтика».
С 2002 года — советник, пресс-секретарь председателя Совета Федерации Сергея Миронова.
В 2003 году была назначена президентом ЗАО «Интерфакс-Северо-Запад».
Была членом Правления Союза Журналистов и входила в состав жюри профессионального конкурса журналистов Петербурга и Ленинградской области «Золотое перо».
4 июня 2011 года на очередном VII съезде Союза журналистов Петербурга и Ленинградской области была избрана председателем организации. Проработала на этом посту до 15 февраля 2021 года.
В 2011 году, возглавив Союз журналистов, стала председателем Наблюдательного Совета конкурса «Золотое перо».
Член экспертного совета Северо-Западного отделения Российской Ассоциации по связям с общественностью.
С 2007 года — член Всемирного Клуба Петербуржцев. Член Международного общества «Друзья Русского музея».
Действительный государственный советник II класса.
Автор многих статей и сборников.

## Награды
Заслуженный работник культуры России.
Почётный знак отличия «За заслуги перед Санкт-Петербургом».
В 2000 году стала обладательницей Гран-При профессионального конкурса «PRоба-2000» в номинации «PR-менеджер года».
Лауреат конкурса на лучшие публикации, посвященные 70-летию Ленинградской области.
В марте 2005 года Людмила Фомичёва как президент «Интерфакс – Северо-Запад» заняла 45 место в топ-200 Рейтинга влиятельных деловых женщин России (составлен на основе метода экспертной оценки деловым журналом «Карьера»).
В сентябре 2006 года стала обладательницей первой ежегодной премии журнала «Собака.ru» — «Топ 50. Самые красивые и знаменитые люди Петербурга», в номинации «Медиа».
В сентябре 2012 года признана лауреатом первой премии «Влиятельные женщины Санкт-Петербурга», учрежденной газетой «Деловой Петербург».

## Семья
Замужем, имеет дочь и сына.